# Guillem Agel i Barrière
Guillem Agel i Barrière o Guillaume en la forma francesa del nom (Oms, 26 de setembre del 1752 - Tuïr, 13 de març del 1832) va ser un mestre i impressor rossellonès, el "més important en l'edició en obres en català fins a la vetlla de la Revolució Francesa".

## Biografia
Era descendent d'una família del Llenguadoc, per bé que establerta al Rosselló. Sobre els seus ascendents hi ha versions contradictòries: la primera fa que el seu pare Joseph Agel esposà Françoise Barrière el 1751 a Oms; en la segona hauria estat fill de Guillaume i Rose Agel. En Guillem, mestre, va ser nomenat regent (mestre, director) de l'escola de Tuïr  el 18 de novembre del 1780, amb un sou de 350 lliures. També consta que ensenyà a Sant Esteve del Monestir.

### El Grup de Tuïr
Actuà com a promotor, empresari i organitzador de funcions teatrals a Tuïr en benefici de la construcció de la nova església de la població (església de Sant Pere, primer, dedicada a la Mare de Déu de la Victòria després, iniciada el 1785 i acabada el 1816). Aquesta activitat propicià la creació de l'anomenat grup de Tuïr, un gup de dramaturgs que hi representaren a la dècada del 1780 diverses obres de teatre (com la Tragedia rossellonesa dels màrtyrs sants Cosma y Damià de Josep Jaume, el 1785 -Bonafont, 1907- i la Tragèdia dels sants Sixto, Llorenç, Hipòlit y Romà de Balanda i Sicart, exhibida el 1787, segons Miralles, 2008). En Guillem Agel col·leccionà les obres d'aquests  i les seves traduccions al català d'obres de teatre franceses (com l'Atalia de Racine traduïda per Miquel de Ribes, la Zaïra de Voltaire o el Polieucte de Corneille en traducció potser de Miquel de Ribes), algunes de les quals imprimiria i comercialitzaria posteriorment per compte propi. En el camp literari, l'intel·lectual Agel es distingí també per la redacció d'un tractat de retòrica titulat Poésies ad usum Guillelmi Agel Barrière, que es conserva als Arxius Departamentals dels Pirineus Orientals.

### 1791-1810, jutge de pau i impressor
Al 10 de gener del 1791, quan encara era regent de l'escola pública de Tuïr, fou nomenat jutge de pau (suplent), i en aquesta capacitat intervingué -per exemple- en l'afer de la mort de François Auriol, un emigrant tornat a França (Comet 1908), o en el d'una violació  el 1802. Era administrador del districte de Ceret quan se l'encarregà que liquidés les propietats requisades a exiliats a Espanya per causa de la Revolució francesa; sembla que això li permeté enriquir-se, comprant a baix preu els béns subhastats per revendre'ls posteriorment amb benefici.
El "Decret d'Allarde" del març del 1791, que abolia els gremis francesos, permeté a l'Agel començar a fer d'impressor (una ocupació fins aleshores acotada). Imprimí almanacs, el primer dels quals en català (1792), goigs i nadales, i edità i vengué obres de teatre (en edicions que al peu d'impremta feien constar Guillem Agel, estamper i llibreter), també en català. Al desembre del 1800 va ser detingut per raons polítiques, i romangué engarjolat fins al 4 de març de l'any següent. S'establí a Perpinyà el 1802, però hagué d'interrompre les seves tasques d'impressió el 1810, quan Napoleó establí que els impressors havien de tenir una llicència, que el prefecte refusà concedir al parvenu Agel. Posteriorment es tornà a dedicar a l'ensenyament (el 1813 era mestre a Tuïr).
El seu fill Martin encapçalà una dinastia d'enquadernadors perpinyanencs, que s'allargà pel cap baix tres generacions (en Martin, establert el 1821, va ser succeït pel seu fill Guillaume-Martin, mort el 1882, a qui succeí Antonin Agel). En ocasió de la "4eme journée d'étude sur l'imprimerie" (Perpinyà, 21 d'abril del 2006), hom dedicà a les publicacions de l'impressor Agel un espai expositiu a tall d'homenatge.

## Catàleg d'edicions
- Calendari curios y util o Almanach rossellones per lo any bixet de gracia MDCCXCII Thuir: G. Agel, 1791
- Racine, Jean; Ribes, Miquel (traductor). Esther. Tragedia Santa ...Traduhida en versos catalans, en tres actes.  Thuir: Guillem Agel, estamper y llibreter, 1792 [Consulta: 7 març 2016]. Arxivat 2016-03-07 a Wayback Machine.
- Goigs de Nostra Senyora de Pena Thuir: Casa de G. Agel, Estamper, 1792 «Enllaç».[Enllaç no actiu]«Enllaç».[Enllaç no actiu]
- Nouveau calendrier curieux et utile pour la troisième année de la République Française Thuir: imprimerie de P. Cassi et F.Agel, 1795
- Calendrier pour l'année bissextile 1796 Thuir: Guillaume Agel, imprimeur, 1796
- Jesus batejat per lo Precursor Sant Joan Baptiste Thuir: G. Agel, estamper, 1796 (edició moderna del text: Vila (1986))
- Calendrier pour l'année de gràce 1797 Thuir: Guillaume Agel, imprimeur, 1797
- Josep Jaume Tragedia rossellonesa dels màrtyrs sants Cosma y Damià, en cinq actes Thuir: Guillem Agel, estamper y llibreter, 1797
- Ordo divini officii recitandi missaeque celebrandae juxta ritum breviarii ac missalis romani, pro anno domini 1797, Pascha occurrente XVI aprilis, jussu et auctoritate presbyterii Pyrenoeorum Orientalium Thuirii: typis G. Agel typographi, 1797 - l'ordinari de la Missa, fet pel bisbe cismàtic Gabriel Deville
- Calendrier de Thuir pour l'an de gràce 1798 Thuir: Guillaume Agel, imprimeur-libraire, 1798[7]
- Calendrier de Thuir pour l'an de gràce 1799 Thuir: Guillaume Agel, imprimeur-libraire, 1799[7]
- Calendrier de Thuir pour l'an de gràce 1800 Thuir: Guillaume Agel, imprimeur-libraire, 1800[7]
- Calendrier de Thuir pour l'an de gràce 1801 Thuir: Guillaume Agel, imprimeur-libraire, 1801[7]
- Calendrier de Thuir pour l'an de gràce 1802 Thuir: Guillaume Agel, imprimeur-libraire, 1802[7]
- J.H.Imbert Réponse a Monsieur Birotteau, prêtre et docteur en théologie; ou Observations sur son opuscule, intitulé : "Essai sur les rapports de la religion catholique avec la société civile" Perpignan: Agel, G., 1802
- Los Set Psalms de la penitencia, novament traduits en catala, ò, sentiment d'une anima penitent, sobre los VII psalms de David Perpinya: G. Agel Impressor, 1802 «Enllaç».
- Verdié A Monsieur Birotteau, prêtre, docteur en théologie, auteur de l'essai sur les rapports de la religion catholique, avec la société civiles - imprimé a Perpignan, chez L. Alzine. (1802) Perpignan: Agel, G., 1802
- Calendrier de Thuir, département des Pyrénées-Orientales pour l'an XI de la Republique Française Perpignan: G. Agel, 1803
- Calendrier de Thuir, arrodissement de Perpignan...pour l'an de gràce 1814 Perpignan: chez B. Ay et chez Agel, 1814
- Éloges du bienheureux S. Gauderich, laboureur = Goigs del glorios S. Galderich, llaurador Thuir: Imprimerie de Guillaume Agel, s.a. «Enllaç».
- Goigs en alabansa del glorios san Nazari, martyr Thuir: chez Agel, s.a.